# Mario Trejo Castro
Mario Trejo Castro (Ahome, Sinaloa; 9 de marzo de 1999) es un futbolista mexicano, juega como defensa central y su equipo actual son los Venados FC de la Liga de Expansión MX.

## Trayectoria

### Monarcas Morelia
Inició en las categorías inferiores de Monarcas Morelia en 2014. Fue subiendo de categoría hasta debutar en copa el 24 de julio de 2018, en un partido contra Alebrijes de Oaxaca que terminaría 2-0 en su favor. Debutó en liga el 10 de marzo de 2019, en una visita a Pumas de la UNAM que acabaría en empate a 2.
Tuvo más participaciones con el equipo michoacano, pero tras la mudanza a Mazatlán iría a Venados.

### Venados
Después de la mudanza de Monarcas a Mazatlán este pasaría a Venados FC.

### Atlético Morelia
El 17 de junio de 2021 se anuncia su regreso a la ciudad de Morelia, pero con el nuevo equipo en Liga de Expansión: el Atlético Morelia. En dicho equipo logró conseguir el campeonato de Liga de Expansión del Clausura 2022.